# Genom
Prin genom se înțelege ansamblul de gene și alte informații ereditare ale unei unități structurale cu capacități potențiale, de autonomie în exercitarea funcțiilor legate de ereditate, diversitate și determinare a caracterelor. Genomii organismelor unei specii constituie genofondul acelei specii.

## Comparații între organisme

### Eucariote
La eucariote, genomul este de 2 tipuri:
- Genom nuclear - prezent în nucleu;
- "Genom extranuclear":
  - Genom mitocondrial - la animale;
  - Genom cloroplastic - la plante;

### Procariote
La procariote, genomul se împarte în:
- Genom cromozomal - prezent în cromozomul circular;
- Genom plasmidic - prezent în plasmidă;

### Virusuri
La virusuri, genomul este reprezentat de molecula de 
- ADN (dezoxiribovirusuri)
ex: virusul herpesului, al varicelei
- ARN (ribovirusuri)
ex: virusul gripal, virusul mozaicului tutunului, HIV, virusurile hepatice A și C

## Istoria termenului
Termenul de "genom" a fost propus de Hans Winkler în 1920 pentru a descrie toată informația ereditară conținută de cromozomi.

## Genomul uman
Specia umană și maimuțele antropoide au evoluat dintr-un strămoș comun care avea, foarte probabil, 48 de cromozomi. Rearanjări ale cromozomilor de tipul fuziuni cromozomice, duplicații, inversii, inserții s-au produs în cele doua linii evolutive. Maimuțele antropoide actuale (familia Pongidae) au 48 de cromozomi, în timp ce specia umană are doar 46 cromozomi, cromozomul 2 uman rezultând din fuziunea a doi cromozomi acum aproximativ 10-15 milioane de ani. Remanierile cromozomiale asociate mutațiilor punctiforme au determinat evoluția acestei linii evolutive care a dus la apariția speciei umane.

## Cromozomii umani
Cromozomii sunt structuri ce apar în cursul diviziunilor celulare rezultând din condensarea cromatinei interfazice. Cromozomul metafazic este format din două structuri paralele numite cromatide surori, fiecare fiind alcătuită dintr-o moleculă de ADN asociată cu proteine. În 1956 doi cercetători, J.H. Tjio și A. Levan, au descoperit că în celulele somatice umane există 46 de cromozomi (2n=46) din care 44 sunt numiți autozomi și doi sunt heterozomi (cromozomi sexuali) notați cu XX la femeie și XY la bărbat.
Cromozomii umani sunt variabili în ceea ce privește dimensiunea și forma, ei fiind clasificați după sistemul Denver (denumit așa după numele localității din Colorado unde a avut loc conferința la care a fost stabilită această clasificare). Acest sistem de clasificare al cromozomilor umani se bazează pe următoarele criterii:
a) dimensiunea cromozomilor: mari, mijlocii, mici;
b) poziția centromerului (regiunea în care sunt unite cele două cromatide): metacentrici, subcentrici, acrocentrici;
c) prezența sateliților, regiuni ce conțin heterocromatină, situate pe brațele scurte ale cromozomilor acrocentrici.
Dispunerea cromozomilor unei celule diploide, ordonați în perechi și grupe în funcție de dimensiuni și plasarea centromerului, reprezintă cariograma. Descrierea cu cifre și litere a cariogramei se numește formulă cromozomică sau cariotip.

### Cariotipul uman normal
Cromozomii umani sunt grupați în 23 de perechi ce formează 7 grupe notate cu literele mari: A, B, C, D, E, F și G.

#### Grupa A
Cuprinde cromozomii din perechile 1-3, care sunt cromozomii cei mai mari, cromozomii 1 și 3 fiind metacentrici iar cromozomul 2 submetacentric.

#### Grupa B
Cuprinde cromozomii 4-5 care sunt cromozomi mari cu centromer submedian (submetacentrici).

#### Grupa C
Cuprinde cromozomii din perechile 6-12 și cromozomul X care sunt mijlocii cu centromerul submedian (submetacentrici).

#### Grupa D
Cuprinde cromozomii 13-15; ei au dimensiuni medii cu centromerul dispus excentric (acrocentrici) și prezintă sateliți pe brațele scurte.

#### Grupa E
Cuprinde cromozomii din perechile 16-18; au dimensiuni medii cu centromerul median (metacentric) pentru cromozomul 16 și submedian pentru cromozomii 17 și 18.

#### Grupa F
Cuprinde cromozomii din perechile 19-20; sunt scurți și aproape metacentrici.

#### Grupa G
Cuprinde cromozomii 21-22 și cromozomul Y; sunt foarte scurți și acrocentrici, cromozomii 21 și 22 având sateliți pe brațele scurte.

### Particularitățile genomului uman
- 99% din ADN celular uman nu este transcris în proteine.
- Subunitățile proteinelor heterometrice sunt condiționate de gene situate în cromozomi diferiți.
- Genele implicate în etape succesive ale unui proces metabolic sunt situate în cromozomi diferiți.
- În genomul uman există pseudogene - gene cu structura similară cu cea a genelor structurale dar care, în urma unor mutații, au devenit inactive.
- O gena poate fi amplificată, uneori de sute de ori, ca singur mijloc de apărare a organismului în fața unei agresiuni exterioare.
- Unele gene se exprimă doar în cursul diferențierii embrionare, altele se exprimă de-a lungul întregii ontogeneze și se numesc gene de întreținere.